# Seznam sokoloven v Praze
Seznam sokoloven v Praze obsahuje dochované, zrušené i zaniklé sokolovny a sokolská cvičiště Tělovýchovné jednoty Sokol, postavené na území Prahy a v obcích později k Praze připojených. Je řazen podle katastrů a nemusí být úplný.

## Seznam
| Sokolovna                             | Obrázek | Galerie                                                              | Katastr Ulice                                                              | Rok  | Poznámka | Souřadnice                       |
| ------------------------------------- | ------- | -------------------------------------------------------------------- | -------------------------------------------------------------------------- | ---- | --- | -------------------------------- |
| Sokolovna Bohnice (†)                 |         |                                                                      | Bohnice původní č.p. 250                                                   |      | zanikla; křižovatka Lodžské a Zhořelecké                                                                                                | 50°7′53″ s. š., 14°25′4″ v. d.   |
| Sokolovna Braník                      |         | Kategorie „Sokol house in Braník‎ “ na Wikimedia Commons              | Braník Branická 275/93                                                     |      | | 50°2′4″ s. š., 14°25′3″ v. d.    |
| Sokolovna Břevnov                     |         |                                                                      | Břevnov Heleny Malířové 279/14                                             |      | | 50°5′4″ s. š., 14°22′42″ v. d.   |
| Sokolovna Bubeneč                     |         | Kategorie „Sokol house in Bubeneč“ na Wikimedia Commons              | Bubeneč Korunovační 630/29                                                 | 1927 | otevřena 28. října | 50°6′6″ s. š., 14°25′ v. d.      |
| Sokolovna Čakovice                    |         |                                                                      | Čakovice Jizerská 328/4                                                    |      | | 50°8′59″ s. š., 14°31′13″ v. d.  |
| Sokolovna Čimice                      |         | Kategorie „Sokol house in Čimice“ na Wikimedia Commons               | Čimice Na průhonu 229/20                                                   |      | TJ Sokol Čimice založen roku 1936 oddělením od TJ Sokol Bohnice                                                                         | 50°8′21″ s. š., 14°26′0″ v. d.   |
| Sokolovna Hanspaulka                  |         | Kategorie „Sokol Hanspaulka‎“ na Wikimedia Commons                    | Dejvice Na Hanspaulce 166/2                                                |      | | 50°6′18″ s. š., 14°22′40″ v. d.  |
| Sokolovna Dejvice                     |         | Kategorie „Sokol house in Dejvice‎“ na Wikimedia Commons              | Dejvice Dejvická 181/2 Bubenečská 181/2+4 Pod kaštany 181/1                |      | | 50°5′53″ s. š., 14°24′17″ v. d.  |
| Sokolovna Dolní Chabry                |         | Kategorie „Sokol house in Dolní Chabry‎“ na Wikimedia Commons         | Dolní Chabry Měděnecká E44/17                                              |      | | 50°9′0″ s. š., 14°26′47″ v. d.   |
| Sokolovna Dolní Počernice             |         |                                                                      | Dolní Počernice Národních hrdinů 290                                       |      | | 50°5′19″ s. š., 14°35′0″ v. d.   |
| Sokolovna Dubeč                       |         | Kategorie „Sokol house in Dubeč‎“ na Wikimedia Commons                | Dubeč Městská 227/2 Kalašova                                               |      | | 50°3′45″ s. š., 14°35′23″ v. d.  |
| Sokolovna Hloubětín (†)               |         |                                                                      | Hloubětín Poděbradská, původní č.p. 56                                     |      | zanikla; TJ Sokol Hloubětín sokolovnu nemá, současné sídlo Rochovská 765/20                                                             | 50°6′24″ s. š., 14°32′11″ v. d.  |
| Sokolovna Zlíchov                     |         | Kategorie „Sokol house in Zlíchov“ na Wikimedia Commons              | Hlubočepy Nad Zlíchovem 255/5                                              |      | | 50°2′44″ s. š., 14°24′21″ v. d.  |
| Sokolovna Hodkovičky                  |         | Kategorie „Sokol house in Hodkovičky‎“ na Wikimedia Commons           | Hodkovičky V mokřinách 240/3                                               |      | | 50°1′19″ s. š., 14°24′19″ v. d.  |
| Sokolovna Holešovice                  |         | Kategorie „Sokol house in Holešovice‎“ na Wikimedia Commons           | Holešovice Strojnická 852/6 U studánky 852/2                               | 1906 | kulturní památka | 50°6′8″ s. š., 14°25′44″ v. d.   |
| Cvičiště Ostrov Štvanice              |         |                                                                      | Holešovice Ostrov Štvanice                                                 |      | nové využití, skatepark | 50°5′44″ s. š., 14°26′31″ v. d.  |
| Cvičiště Holešovice (†)               |         |                                                                      | Holešovice Bubenské nábřeží                                                |      | zastavěno | 50°6′9″ s. š., 14°27′24″ v. d.   |
| Sokolovna Horní Počernice             |         |                                                                      | Horní Počernice Chvalkovická 2031/47                                       |      | | 50°6′31″ s. š., 14°36′38″ v. d.  |
| Sokolovna Hostivař                    |         | Kategorie „Sokol house in Hostivař‎ “ na Wikimedia Commons            | Hostivař U branek 674/7 a 9 U továren 674/12                               | 1931 | kulturní památka | 50°3′21″ s. š., 14°32′7″ v. d.   |
| Sokolovna Hradčany                    |         |                                                                      | Hradčany Diskařská 294/1                                                   |      | nové využití; Sportovní klub Hradčany, tenisová škola                                                                                   | 50°5′9″ s. š., 14°23′9″ v. d.    |
| Sokolovna Chodov                      |         | Kategorie „Sokol house in Chodov (Prague)“ na Wikimedia Commons      | Chodov Starochodovská 521/53                                               | 1938 | | 50°1′46″ s. š., 14°30′13″ v. d.  |
| Sokolovna Jinonice                    |         | Kategorie „Sokol house in Jinonice‎“ na Wikimedia Commons             | Jinonice Butovická 100/33                                                  |      | | 50°3′4″ s. š., 14°21′45″ v. d.   |
| Sokolovna Karlín                      |         | Kategorie „Sokol house in Karlín‎“ na Wikimedia Commons               | Karlín Malého 319/1                                                        | 1887 | kulturní památka | 50°5′23″ s. š., 14°26′37″ v. d.  |
| Sokolovna Kbely                       |         | Kategorie „Sokol house in Kbely“ na Wikimedia Commons                | Kbely Mladoboleslavská 210                                                 | 1927 | | 50°7′49″ s. š., 14°33′2″ v. d.   |
| Sokolovna Kobylisy                    |         | Kategorie „Sokol house in Kobylisy“ na Wikimedia Commons             | Kobylisy U školské zahrady 430/9                                           |      | | 50°7′25″ s. š., 14°27′39″ v. d.  |
| Sokolovna Koloděje                    |         |                                                                      | Koloděje V lipách 135/15                                                   |      | | 50°3′47″ s. š., 14°38′34″ v. d.  |
| Sokolovna Krč                         |         | Kategorie „Sokol house in Krč‎“ na Wikimedia Commons                  | Krč Za obecním úřadem 354/7                                                |      | | 50°2′15″ s. š., 14°26′53″ v. d.  |
| Sokolovna Kunratice                   |         | Kategorie „Sokol house in Kunratice (Prague)“ na Wikimedia Commons   | Kunratice K Šeberáku 161/16                                                |      | | 50°0′47″ s. š., 14°29′15″ v. d.  |
| Sokolovna Libeň                       |         | Kategorie „Sokol house in Libeň‎“ na Wikimedia Commons                | Libeň Zenklova 2/37                                                        | 1910 | kulturní památka | 50°6′30″ s. š., 14°28′19″ v. d.  |
| Sokolovna Liboc                       |         | Kategorie „Sokol house in Liboc“ na Wikimedia Commons                | Liboc Ruzyňská 156/55                                                      | 1922 | uvedena do provozu 29. ledna; rozměry tělocvičny 22×12×8 metrů, jeviště 12×6×5 metrů. TJ Sokol Liboc založena roku 1892                 | 50°5′15″ s. š., 14°19′30″ v. d.  |
| Sokolovna Libuš                       |         | Kategorie „Sokol house in Libuš‎“ na Wikimedia Commons                | Libuš Libušská 294/129                                                     |      | | 50°0′16″ s. š., 14°27′51″ v. d.  |
| Sokolovna Lhotka (†)                  |         | Kategorie „Sokol field in Lhotka“ na Wikimedia Commons               | Lhotka mezi ulicemi V zahradní čtvrti, Vzdušná, Na příčce a K Novému dvoru |      | nebyla dostavěna, patrné základy | 50°1′17″ s. š., 14°26′53″ v. d.  |
| Sokolovna Lysolaje                    |         |                                                                      | Lysolaje Štěpnice 355                                                      |      | | 50°7′53″ s. š., 14°21′56″ v. d.  |
| Sokolovna Malá Strana                 |         | Kategorie „Sokol house in Malá Strana‎ “ na Wikimedia Commons         | Malá Strana U lanové dráhy 609/3                                           |      | | 50°4′56″ s. š., 14°24′12″ v. d.  |
| Tyršův dům‎                            |         | Kategorie „Tyršův dům“ na Wikimedia Commons                          | Malá Strana Újezd 450/40                                                   | 1925 | kulturní památka; zakoupeno Českou obcí sokolskou 30. dubna 1921, slavnostně otevřena v květnu 1925                                     | 50°5′ s. š., 14°24′18″ v. d.     |
| Sokolovna Michle                      |         | Kategorie „Sokol house in Michle‎“ na Wikimedia Commons               | Michle Pod Stárkou 36/4                                                    | 1938 | | 50°3′26″ s. š., 14°27′5″ v. d.   |
| Cvičiště Michle                       |         |                                                                      | Michle Bohdalec 1097/1                                                     |      | Tyršův vrch; bývalé cvičiště, v současnosti lukostřelnice I. Královského lukostřeleckého klubu                                          | 50°3′22″ s. š., 14°27′14″ v. d.  |
| Sokolovna Modřany                     |         | Kategorie „Sokol house in Modřany“ na Wikimedia Commons              | Modřany K Vltavě 410/23                                                    |      | TJ Sokol Modřany založen roku 1898 | 50°0′23″ s. š., 14°24′27″ v. d.  |
| Sokolovna Motol                       |         | Kategorie „Sokol house in Motol‎“ na Wikimedia Commons                | Motol U hrušky 31/15                                                       |      | | 50°4′20″ s. š., 14°20′46″ v. d.  |
| Sokolovna Nebušice                    |         |                                                                      | Nebušice Nebušická 610                                                     |      | | 50°6′41″ s. š., 14°19′56″ v. d.  |
| Sokolovna Nové Město                  |         | Kategorie „Sokol house of Sokol Pražský‎“ na Wikimedia Commons        | Nové Město Sokolská 1437/43                                                | 1863 | kulturní památka | 50°4′36″ s. š., 14°25′44″ v. d.  |
| Sokolovna Nusle                       |         | Kategorie „Sokol house in Nusle‎“ na Wikimedia Commons                | Nusle Na květnici 700/1a                                                   |      | | 50°3′40″ s. š., 14°26′22″ v. d.  |
| Sokolovna Pankrác                     |         | Kategorie „TJ Pankrác“ na Wikimedia Commons                          | Nusle Lomnického 1071/1                                                    |      | přestavěno; Tělovýchovná jednota Pankrác                                                                                                | 50°3′25″ s. š., 14°25′54″ v. d.  |
| Sokolovna Petrovice                   |         |                                                                      | Petrovice Bellova 56/26                                                    |      | | 50°2′6″ s. š., 14°33′27″ v. d.   |
| Sokolovna Podolí                      |         | Kategorie „Sokol house in Podolí‎“ na Wikimedia Commons               | Podolí Podolská 90/5                                                       | 1933 | | 50°3′14″ s. š., 14°25′7″ v. d.   |
| Sokolovna Prosek                      |         | Kategorie „Sokol house in Prosek‎“ na Wikimedia Commons               | Prosek Na Proseku 6/15 U Proseckého kostela 6/8                            |      | | 50°7′6″ s. š., 14°29′42″ v. d.   |
| Sokolovna Radlice (†)                 |         |                                                                      | Radlice Kutvirtova, Pechlátova                                             |      | zanikla | 50°3′29″ s. š., 14°23′32″ v. d.  |
| Sokolovna Radotín                     |         | Kategorie „Sokol house in Radotín‎“ na Wikimedia Commons              | Radotín Ametystová Vykoukových 622/2 Grafitová                             |      | | 49°59′17″ s. š., 14°21′45″ v. d. |
| Sokolovna Řeporyje                    |         |                                                                      | Řeporyje Jáchymovská 613/1                                                 |      | | 50°2′7″ s. š., 14°18′48″ v. d.   |
| Sokolovna Řepy                        |         | Kategorie „Sokol house in Řepy‎ “ na Wikimedia Commons                | Řepy Na Chobotě 125/2b                                                     |      | | 50°4′5″ s. š., 14°17′42″ v. d.   |
| Sokolovna Satalice                    |         |                                                                      | Satalice K Radonicům 326                                                   |      | | 50°7′35″ s. š., 14°34′31″ v. d.  |
| Sokolovna Slivenec (†)                |         |                                                                      | Slivenec Ke Smíchovu, Dominínská                                           |      | zanikla | 50°1′18″ s. š., 14°21′40″ v. d.  |
| Sokolovna Klamovka                    |         | Kategorie „Klamovka restaurant and Sokol house‎“ na Wikimedia Commons | Smíchov Klamovka 2051                                                      | 1932 | kulturní památka; součást areálu Usedlost Klamovka                                                                                      | 50°4′17″ s. š., 14°22′39″ v. d.  |
| Sokolovna Smíchov                     |         | Kategorie „Sokol house in Smíchov‎“ na Wikimedia Commons              | Smíchov Plzeňská 168/27                                                    |      | | 50°4′20″ s. š., 14°23′47″ v. d.  |
| Loděnice T. J. Sokol Pražský          |         | Kategorie „Loděnice T. J. Sokol Pražský“ na Wikimedia Commons        | Smíchov Císařská louka 3140                                                |      | | 50°3′8″ s. š., 14°24′43″ v. d.   |
| Cvičiště Mrázovka                     |         | Kategorie „Sport Mrázovka“ na Wikimedia Commons                      | Smíchov U Mrázovky 1566                                                    |      | letní cvičiště se sokolovnou; areál Sport Mrázovka                                                                                      | 50°4′10″ s. š., 14°23′43″ v. d.  |
| Sokolovna Staré Město (†)             |         |                                                                      | Staré Město Dvořákovo nábřeží č.p. 880                                     |      | zanikla | 50°5′34″ s. š., 14°25′21″ v. d.  |
| Sokolovna Strašnice                   |         | Kategorie „Sokol building in Strašnice‎“ na Wikimedia Commons         | Strašnice Saratovská 400/4                                                 |      | | 50°4′28″ s. š., 14°29′35″ v. d.  |
| Sokolovna Střešovice                  |         | Kategorie „Sokol house in Střešovice‎“ na Wikimedia Commons           | Střešovice Sibeliova 368/51                                                |      | | 50°5′27″ s. š., 14°22′36″ v. d.  |
| Sokolovna Suchdol                     |         | Kategorie „Sokol house in Suchdol (Prague)“ na Wikimedia Commons     | Suchdol Za sokolovnou 440/2                                                |      | | 50°8′22″ s. š., 14°22′39″ v. d.  |
| Sokolovna Troja                       |         | Kategorie „Sokol house in Troja‎“ na Wikimedia Commons                | Troja Trojská 744/171a                                                     |      | | 50°7′3″ s. š., 14°25′31″ v. d.   |
| Sokolovna Uhříněves                   |         | Kategorie „Sokol house in Uhříněves“ na Wikimedia Commons            | Uhříněves K sokolovně 201/8                                                | 1896 | | 50°1′45″ s. š., 14°36′20″ v. d.  |
| Sokolovna Újezd nad Lesy              |         |                                                                      | Újezd nad Lesy Veletovská 2358                                             |      | | 50°4′34″ s. š., 14°40′45″ v. d.  |
| Sokolovna Velká Chuchle               |         |                                                                      | Velká Chuchle Starochuchelská 96/2                                         |      | | 50°0′43″ s. š., 14°23′14″ v. d.  |
| Sokolovna Vinohrady                   |         | Kategorie „Sokol house in Vinohrady‎“ na Wikimedia Commons            | Vinohrady Polská 2400/1a                                                   | 1941 | kulturní památka; částečně postavena 1938, dokončena 1941 po zabrání Němci                                                              | 50°4′44″ s. š., 14°26′32″ v. d.  |
| Sokolovna Vinoř                       |         | Kategorie „Sokol house in Vinoř‎“ na Wikimedia Commons                | Vinoř Klenovská 35                                                         |      | | 50°8′45″ s. š., 14°34′41″ v. d.  |
| Sokolovna Vokovice (†)                |         |                                                                      | Vokovice Lužná                                                             |      | zanikla | 50°6′4″ s. š., 14°20′38″ v. d.   |
| Sokolovna Vršovice (stará budova) (†) |         |                                                                      | Vršovice Krymská č.p. 286                                                  | 1877 | v roce 1906 prodána; je po ní pojmenovaná ulice U Staré sokolovny; pozemek s nárožím do ulic Palackého a Husovy (Francouzská a Krymská) | 50°4′18″ s. š., 14°26′54″ v. d.  |
| Sokolovna Vršovice                    |         | Kategorie „Sokol house in Vršovice‎“ na Wikimedia Commons             | Vršovice Vršovické náměstí 111/2                                           | 1933 | | 50°4′7″ s. š., 14°27′11″ v. d.   |
| Sokolovna Vysočany                    |         | Kategorie „Sokol venue in Vysočany‎“ na Wikimedia Commons             | Vysočany Novoškolská 696/2                                                 |      | | 50°6′33″ s. š., 14°30′17″ v. d.  |
| Sportovní hala TJ Spoje Praha         |         | Kategorie „Sportovní hala TJ Spoje Praha“ na Wikimedia Commons       | Vysočany Na Balkáně 812/21                                                 |      | | 50°5′43″ s. š., 14°29′19″ v. d.  |
| Sokolovna Vyšehrad                    |         | Kategorie „Sokol house in Vyšehrad‎“ na Wikimedia Commons             | Vyšehrad Rašínovo nábřeží 24/65                                            |      | | 50°3′58″ s. š., 14°24′56″ v. d.  |
| Sokolovna Spořilov                    |         | Kategorie „Sokol house in Spořilov‎“ na Wikimedia Commons             | Záběhlice Severozápadní VI 1668                                            |      | | 50°2′38″ s. š., 14°28′27″ v. d.  |
| Sokolovna Záběhlice                   |         | Kategorie „Sokol house in Záběhlice‎ “ na Wikimedia Commons           | Záběhlice Na vinobraní 230/91                                              |      | | 50°3′25″ s. š., 14°29′36″ v. d.  |
| Sokolovna Zbraslav                    |         | Kategorie „Sokol house in Zbraslav‎“ na Wikimedia Commons             | Zbraslav U lékárny 597                                                     |      | | 49°58′30″ s. š., 14°23′41″ v. d. |
| Sokolovna Žižkov                      |         | Kategorie „Sokol house in Žižkov‎“ na Wikimedia Commons               | Žižkov Hartigova 929/17                                                    | 1898 | kulturní památka; přístavba 1933 | 50°5′16″ s. š., 14°27′20″ v. d.  |
| Cvičiště Žižkov                       |         |                                                                      | Žižkov Vrch Vítkov                                                         |      | | 50°5′22″ s. š., 14°27′26″ v. d.  |